# Élections législatives de 1968 dans l'Aisne
Les élections législatives françaises de 1968 se déroulent les 23 et 30 juin 1968. Dans le département de l'Aisne, cinq députés sont à élire dans le cadre de cinq circonscriptions.

## Élus
| Circonscription | Député sortant    | Parti | Parti       | Député élu ou réélu | Parti | Parti       |
| --------------- | ----------------- | ----- | ----------- | ------------------- | ----- | ----------- |
| 1re             | Guy Sabatier      |       | UDR         | Guy Sabatier        |       | UDR         |
| 2e              | Edmond Bricout    |       | UDR         | Edmond Bricout      |       | UDR         |
| 3e              | Maurice Brugnon   |       | FGDS (SFIO) | Maurice Brugnon     |       | FGDS (SFIO) |
| 4e              | Albert Catalifaud |       | UDR         | Albert Catalifaud   |       | UDR         |
| 5e              | André Rossi       |       | CR          | André Rossi         |       | CR          |

## Résultats

### Analyse

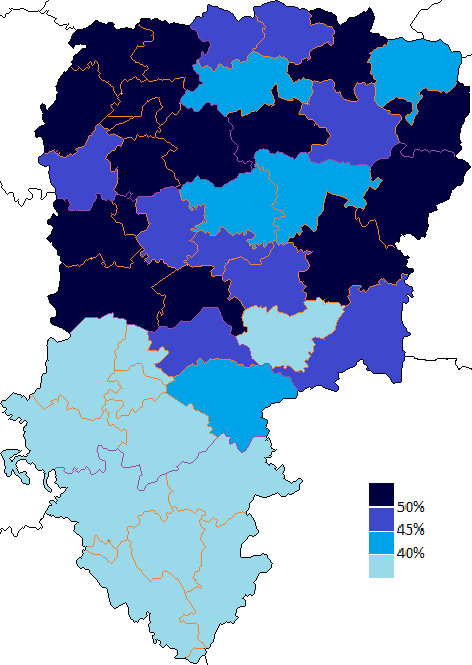
Résultats électoraux de la droite parlementaire au premier tour par canton.
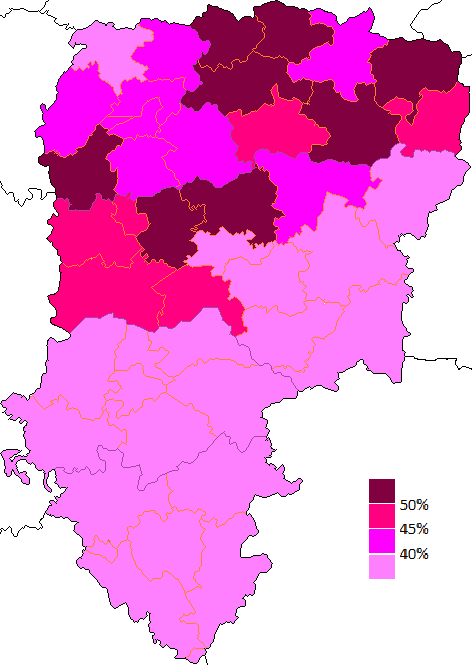
Résultats électoraux de la gauche parlementaire au premier tour par canton.

### Résultats à l'échelle du département
| Parti          | Parti                                           | Premier tour | Premier tour | Second tour | Second tour | Sièges |
| Parti          | Parti                                           | Voix         | %            | Voix        | %           | Sièges |
| -------------- | ----------------------------------------------- | ------------ | ------------ | ----------- | ----------- | ------ |
|                | Union pour la défense de la République          | 84 934       | 35,66        | 73 575      | 39,53       | 3      |
|                | Divers droite (gaulliste)                       | 13 982       | 5,87         | Retrait     | Retrait     | 0      |
|                | Modérés                                         | 7 677        | 3,22         | Retrait     | Retrait     | 0      |
|                | Républicains indépendants                       | 1 951        | 0,82         |             |             | 0      |
|                | Union des républicains de progrès               | 108 544      | 45,57        | 73 575      | 39,53       | 3      |
|                |                                                 |              |              |             |             |        |
|                | Section française de l'Internationale ouvrière  | 12 117       | 5,09         | 21 540      | 11,57       | 1      |
|                | Fédération de la gauche démocrate et socialiste | 10 176       | 4,27         | Retrait     | Retrait     | 0      |
|                | Convention des institutions républicaines       | 8 598        | 3,61         |             |             | 0      |
|                | Fédération de la gauche démocrate et socialiste | 30 891       | 12,97        | 21 540      | 11,57       | 1      |
|                |                                                 |              |              |             |             |        |
|                | Parti communiste                                | 60 392       | 25,36        | 57 296      | 30,78       | 0      |
|                | Progrès et démocratie moderne                   | 30 806       | 12,93        | 33 736      | 18,12       | 1      |
|                | Parti socialiste unifié                         | 7 121        | 2,99         |             |             | 0      |
|                | Divers                                          | 423          | 0,18         | 0           |             |        |
|                |                                                 |              |              |             |             |        |
| Inscrits       | Inscrits                                        | 289 799      | 100,00       | 236 089     | 100,00      | 5      |
| Abstentions    | Abstentions                                     | 48 031       | 16,57        | 42 132      | 17,85       |        |
| Votants        | Votants                                         | 241 768      | 83,43        | 193 957     | 82,15       |        |
| Blancs et nuls | Blancs et nuls                                  | 3 591        | 1,49         | 7 810       | 4,03        |        |
| Exprimés       | Exprimés                                        | 238 177      | 98,51        | 186 147     | 95,97       |        |

### Cartes

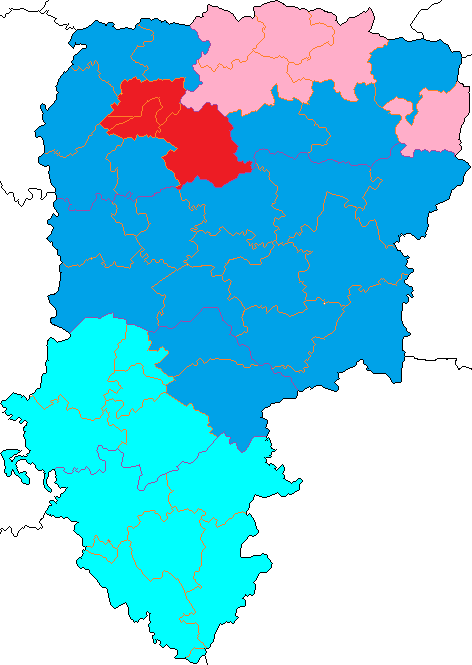
Nuance politique des candidats arrivés en tête dans chaque canton au 1er tour dans le département de l'Aisne.
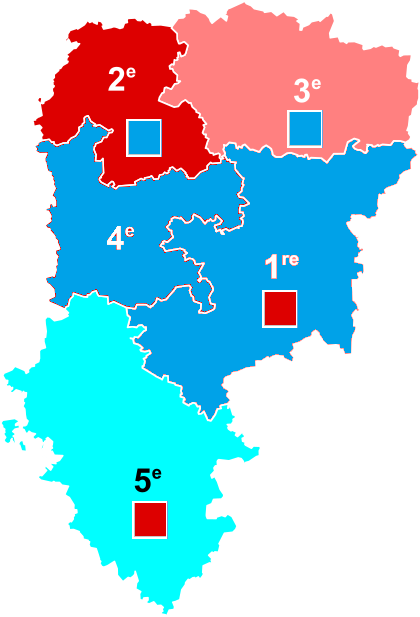
Nuance politique des candidats arrivés en tête dans chaque circonscription au 1er tour dans l'Aisne avec celle des candidats se maintenant au second tour.
Nuance politique des députés élus dans chaque circonscription au 2e tour dans l'Aisne.

### Résultats par circonscription

#### Première circonscription (Laon)
| Candidat           | Candidat          | Parti          | Premier tour | Premier tour | Second tour | Second tour |  |
| Candidat           | Candidat          | Parti          | Voix         | %            | Voix        | %           |  |
| ------------------ | ----------------- | -------------- | ------------ | ------------ | ----------- | ----------- |  |
|                    | Guy Sabatier élu  | UDR (URP)      | 20 609       | 47,42        | 25 268      | 61,94       |  |
|                    | William Philippot | PCF            | 9 429        | 21,69        | 15 524      | 38,06       |  |
|                    | Gilbert Devèze    | CNIP (PDM)     | 7 513        | 17,29        | Retrait     | Retrait     |  |
|                    | Jean Garel        | FGDS           | 5 912        | 13,60        | Retrait     | Retrait     |  |
|                    |                   |                |              |              |             |             |  |
| Inscrits           | Inscrits          | Inscrits       | 52 498       | 100,00       | 52 493      | 100,00      |  |
| Abstentions        | Abstentions       | Abstentions    | 8 407        | 16,01        | 9 490       | 18,08       |  |
| Votants            | Votants           | Votants        | 44 091       | 83,99        | 43 003      | 81,92       |  |
| Blancs et nuls     | Blancs et nuls    | Blancs et nuls | 628          | 1,42         | 2 211       | 5,14        |  |
| Exprimés           | Exprimés          | Exprimés       | 43 463       | 98,58        | 40 792      | 94,86       |  |
| Source : Data.gouv |                   |                |              |              |             |             |  |

#### Deuxième circonscription (Saint-Quentin)
| Candidat              | Candidat                     | Parti          | Premier tour | Premier tour | Second tour | Second tour |  |
| Candidat              | Candidat                     | Parti          | Voix         | %            | Voix        | %           |  |
| --------------------- | ---------------------------- | -------------- | ------------ | ------------ | ----------- | ----------- |  |
|                       | Julien Carrel                | PCF            | 17 703       | 31,47        | 25 359      | 45,84       |  |
|                       | Edmond Bricout sortant réélu | UDR (URP)      | 15 987       | 28,42        | 29 967      | 54,16       |  |
|                       | Jacques Braconnier           | diss. UDR      | 13 982       | 24,85        | Retrait     | Retrait     |  |
|                       | Pierre Arnould               | FGDS (SFIO)    | 4 264        | 7,58         |             |             |  |
|                       | Gilbert Collet               | PSU            | 2 396        | 4,26         |             |             |  |
|                       | Andrée Mirochnikoff          | CD (PDM)       | 1 925        | 3,42         |             |             |  |
|                       |                              |                |              |              |             |             |  |
| Inscrits              | Inscrits                     | Inscrits       | 68 986       | 100,00       | 68 965      | 100,00      |  |
| Abstentions           | Abstentions                  | Abstentions    | 11 898       | 17,25        | 11 723      | 17          |  |
| Votants               | Votants                      | Votants        | 57 088       | 82,75        | 57 242      | 83          |  |
| Blancs et nuls        | Blancs et nuls               | Blancs et nuls | 831          | 1,46         | 1 916       | 3,35        |  |
| Exprimés              | Exprimés                     | Exprimés       | 56 257       | 98,54        | 55 326      | 96,65       |  |
| Source : data.gouv.fr |                              |                |              |              |             |             |  |

#### Troisième circonscription (Hirson)
| Candidat              | Candidat                      | Parti               | Premier tour | Premier tour | Second tour | Second tour |  |
| Candidat              | Candidat                      | Parti               | Voix         | %            | Voix        | %           |  |
| --------------------- | ----------------------------- | ------------------- | ------------ | ------------ | ----------- | ----------- |  |
|                       | Maurice Brugnon sortant réélu | FGDS (SFIO)         | 12 117       | 30,73        | 21 540      | 54,01       |  |
|                       | Jean Risbourg                 | UDR (URP)           | 11 390       | 28,88        | 18 340      | 45,99       |  |
|                       | Raymond Mahoudeaux            | PCF                 | 8 252        | 20,93        | Retrait     | Retrait     |  |
|                       | Michel Canon                  | Divers droite (UPT) | 7 677        | 19,47        | Retrait     | Retrait     |  |
|                       |                               |                     |              |              |             |             |  |
| Inscrits              | Inscrits                      | Inscrits            | 47 424       | 100,00       | 47 417      | 100,00      |  |
| Abstentions           | Abstentions                   | Abstentions         | 7 251        | 15,29        | 6 594       | 13,91       |  |
| Votants               | Votants                       | Votants             | 40 173       | 84,71        | 40 823      | 86,09       |  |
| Blancs et nuls        | Blancs et nuls                | Blancs et nuls      | 737          | 1,83         | 943         | 2,31        |  |
| Exprimés              | Exprimés                      | Exprimés            | 39 436       | 98,17        | 39 880      | 97,69       |  |
| Source : data.gouv.fr |                               |                     |              |              |             |             |  |

#### Quatrième circonscription (Chauny)
|                                | Albert Catalifaud sortant réélu | UDR (URP)      | 22 551 | 50,76  |  |  |  |
|                                | Roland Renard                   | PCF            | 11 374 | 25,60  |  |  |  |
|                                | Charles Margueritte             | FGDS (CIR)     | 8 598  | 19,35  |  |  |  |
|                                | Marcel Lalonde                  | PSU            | 1 903  | 4,28   |  |  |  |
|                                |                                 |                |        |        |  |  |  |
| Inscrits                       | Inscrits                        | Inscrits       | 53 664 | 100,00 |  |  |  |
| Abstentions                    | Abstentions                     | Abstentions    | 8 373  | 15,6   |  |  |  |
| Votants                        | Votants                         | Votants        | 45 291 | 84,4   |  |  |  |
| Blancs et nuls                 | Blancs et nuls                  | Blancs et nuls | 865    | 1,91   |  |  |  |
| Exprimés                       | Exprimés                        | Exprimés       | 44 426 | 98,09  |  |  |  |
| Source : data.gouv.fr, CEVIPOF |                                 |                |        |        |  |  |  |

#### Cinquième circonscription (Château-Thierry - Soissons)
| Candidat              | Candidat                  | Parti          | Premier tour | Premier tour | Second tour | Second tour |  |
| Candidat              | Candidat                  | Parti          | Voix         | %            | Voix        | %           |  |
| --------------------- | ------------------------- | -------------- | ------------ | ------------ | ----------- | ----------- |  |
|                       | André Rossi sortant réélu | PDM (CR)       | 21 368       | 39,14        | 33 736      | 67,27       |  |
|                       | Jacques Moquet            | UDR (URP)      | 14 397       | 26,37        | Retrait     | Retrait     |  |
|                       | Pierre Lemret             | PCF            | 13 634       | 24,97        | 16 413      | 32,73       |  |
|                       | Michel Hérody             | PSU            | 2 822        | 5,17         |             |             |  |
|                       | Bertrand de la Rocque     | RI             | 1 951        | 3,57         |             |             |  |
|                       | Michel Poindron           | Divers (MTD)   | 423          | 0,77         |             |             |  |
|                       |                           |                |              |              |             |             |  |
| Inscrits              | Inscrits                  | Inscrits       | 67 227       | 100,00       | 67 214      | 100,00      |  |
| Abstentions           | Abstentions               | Abstentions    | 12 102       | 18           | 14 325      | 21,31       |  |
| Votants               | Votants                   | Votants        | 55 125       | 82           | 52 889      | 78,69       |  |
| Blancs et nuls        | Blancs et nuls            | Blancs et nuls | 530          | 0,96         | 2 740       | 5,18        |  |
| Exprimés              | Exprimés                  | Exprimés       | 54 595       | 99,04        | 50 149      | 94,82       |  |
| Source : data.gouv.fr |                           |                |              |              |             |             |  |

## Rappel des résultats départementaux des élections de 1967

### Élus en 1967
| Circ.            | Élu(e) | Élu(e) | Élu(e)             | Élu(e)               | Élu(e)               | Battu(e) (seconde place) | Battu(e) (seconde place) | Battu(e) (seconde place) | Battu(e) (seconde place) | Battu(e) (seconde place) |
| Circ.            | Parti  | Parti  | Nom                | % suffrages exprimés | % suffrages exprimés | Parti                    | Parti                    | Nom                      | % suffrages exprimés     | % suffrages exprimés     |
| Circ.            | Parti  | Parti  | Nom                | 1er tour             | 2e tour              | Parti                    | Parti                    | Nom                      | 1er tour                 | 2e tour                  |
| ---------------- | ------ | ------ | ------------------ | -------------------- | -------------------- | ------------------------ | ------------------------ | ------------------------ | ------------------------ | ------------------------ |
| 1re              |        | UD-Ve  | Guy Sabatier*      | 39,36 %              | 41,37 %              |                          | CR                       | Jacques Pelletier        | 25,46 %                  | 31,06 %                  |
| 2e               |        | UD-Ve  | Edmond Bricout*    | 43,39 %              | 52,23 %              |                          | PCF                      | Julien Carrel            | 29,38 %                  | 47,77 %                  |
| 3e               |        | SFIO   | Maurice Brugnon    | 22,39 %              | 50,98 %              |                          | UD-Ve                    | Jean Risbourg            | 41,71 %                  | 49,02 %                  |
| 4e               |        | UD-Ve  | Albert Catalifaud* | 48,39 %              | 52,75 %              |                          | PCF                      | Roland Renard            | 29,50 %                  | 47,25 %                  |
| 5e               |        | CR     | André Rossi*       | 42,60 %              | 48,48 %              |                          | PCF                      | Pierre Lemret            | 25,68 %                  | 31,67 %                  |
| * député sortant |        |        |                    |                      |                      |                          |                          |                          |                          |                          |